# Phlebocarya

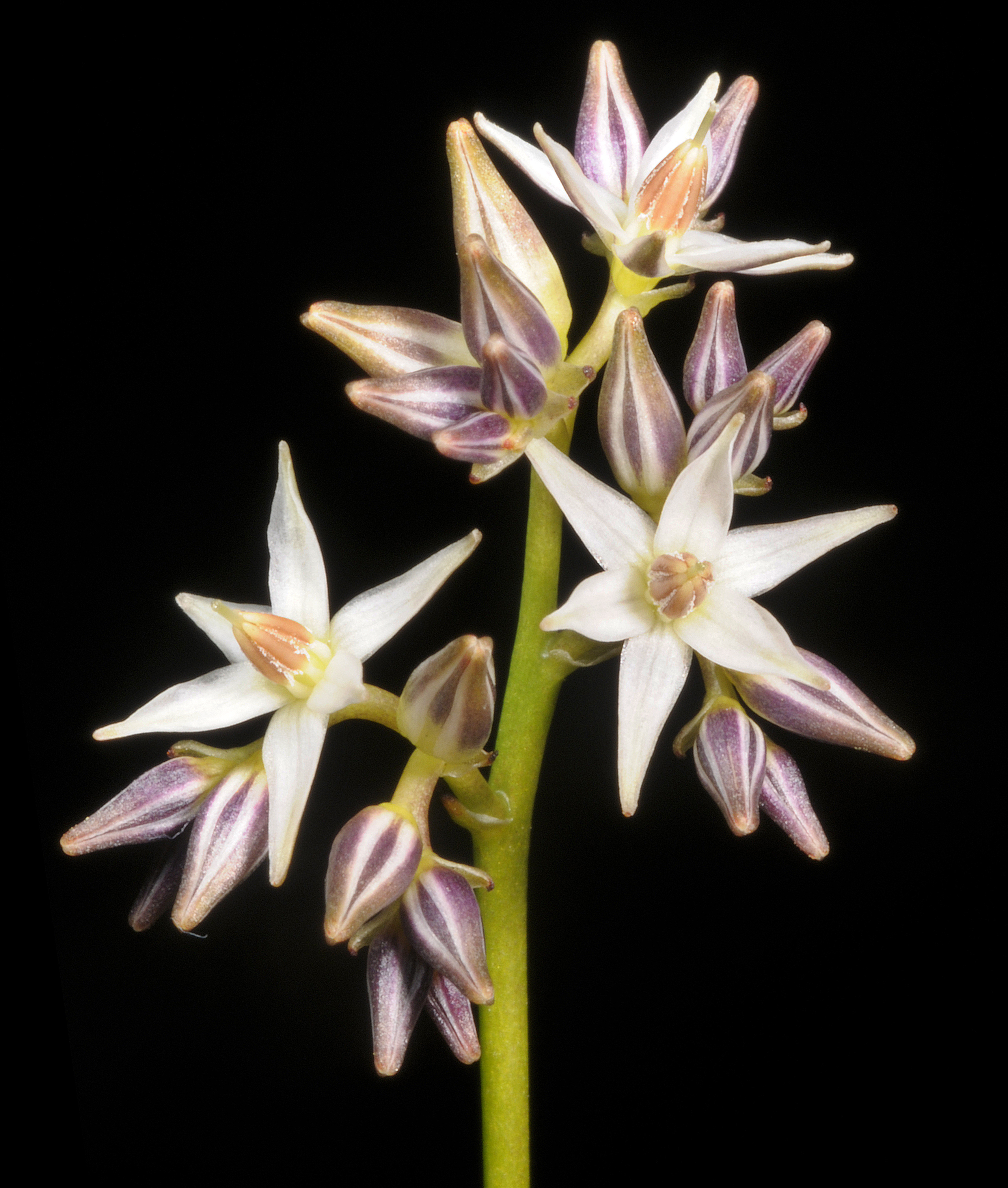
Phlebocarya filifolia

Phlebocarya R.Br. – rodzaj roślin z rodziny hemodorowatych. Obejmuje trzy gatunki występujące endemicznie w południowo-zachodniej Australii. 
Nazwa naukowa rodzaju pochodzi od greckich słów φλεβός (phlebos – żyła) i καρυο (karyo – orzech) i odnosi się do wydatnych żyłek obecnych na orzechopodobnym owocu.

## Morfologia
PokrójWieloletnie rośliny zielne, tworzące kępy, o wysokości ok. 50 cm.
PędyKrótkie kłącze.
LiścieLiście odziomkowe, niekiedy tworzące symetryczny wachlarz, równowąskie do szpilkowatych, okrągłe na przekroju lub spłaszczone, u nasady tworzące pochwę liściową, nagie, orzęsione na brzegach lub rzadko do bardzo gęsto szczeciniasto owłosionych na powierzchni blaszki.
KwiatyKwiaty zebrane w rozgałęziające się wierzchotkowo wiechy. Okwiat promienisty, nagi, biały lub kremowy, szerokości 8–9 mm. Listki okwiatu wolne, równej wielkości. Sześć pręcików o nitkach osadzonych u nasady listków okwiatu, od nasady główki wnikających między pylniki w postaci szerokiego, płaskiego łącznika. Pylniki wierzchołkowo kończykowate. Zalążnia dolna, jajowata, naga, z trzema komorami w dolnej części i jedną w górnej, powstałą przez oddzielenie przegród, z pojedynczym zalążkiem w owocolistku. Szyjka słupka dłuższa od pręcików, zwieńczona drobnym, główkowatym znamieniem lub wierzchołkowo trójklapowana z trzema znamionami.
OwoceNiepękające, jajowate, nagie torebki, zawierające jedno kulistawe, nagie nasiono.

## Biologia i ekologia
Interakcje międzygatunkoweRośliny żywicielskie dla larw motyli z gatunku Hesperilla trimaculata.
GenetykaHaploidalna liczba chromosomów n wynosi 7.

## Systematyka
Pozycja systematycznaRodzaj z plemienia Conostylideae podrodziny Conostylidoideae w rodzinie hemodorowatych (Haemodoraceae) w rzędzie komelinowców (Commelinales). W systemie Takhtajana z 1997 r. zaliczany do plemienia Phlebocaryeae w rodzinie Conostylidaceae w rzędzie Haemodorales.
Wykaz gatunków
- Phlebocarya ciliata R.Br.
- Phlebocarya filifolia (F.Muell.) Benth.
- Phlebocarya pilosissima (F.Muell.) Benth.